# Одер-Шпрее (район)
Одер-Шпрее (нім. Landkreis Oder-Spree) — район у Німеччині, у землі Бранденбург. Центр району — місто Беесков. Площа - 2 243 км². Населення району становить 179 276 осіб (станом на 31 грудня 2020). Густота населення 82 особи/км². Офіційний код району - 12 0 67.

## Міста та громади
Район складається з 6 самостійних міст, 6 самостійних громад, а також одного міста і 24 громад (нім. Gemeinden), об'єднаних у шість об'єднання громад (нім. Ämter).
Дані про населення наведені станом на 31 грудня 2020. Зірочкою (*) позначений центр об'єднання громад.
|  | Самостійні міста: 1. Айзенгюттенштадт (23373) 2. Беесков (8070) 3. Еркнер (11935) 4. Фрідланд (2954) 5. Фюрстенвальде (31992) 6. Шторков (9352) Самостійні громади: 1. Вольтерсдорф (8423) 2. Грюнгайде (8872) 3. Ріц-Ноєндорф (4108) 4. Таухе (3789) 5. Шенайхе (12899) 6. Штайнгефель (4491) |

Об'єднання громад:
| 1. Брісков-Фінкенгерд (7520) 1. Брісков-Фінкенгерд * (2344) 2. Візенау (1265) 3. Грос-Ліндов (1709) 4. Фогельзанг (719) 5. Цильтендорф (1483) 2. Нойцелле (6467) 1. Лавіц (558) 2. Найсемюнде (1619) 3. Нойцелле * (4290) | 3. Одерфорланд (10307) 1. Беркенбрюк (1040) 2. Брізен (Марк) * (2881) 3. Якобсдорф (1895) 4. Шармютцельзее (10433) 1. Бад-Заров * (6069) 2. Вендіш-Ріц (1620) 3. Дінсдорф-Радлов (604) 4. Лангеваль (885) 5. Райхенвальде (1255) | 5. Шлаубеталь (9979) 1. Грунов-Даммендорф (527) 2. Зідіхум (1535) 3. Міксдорф (914) 4. Мюльрозе (місто) * (4632) 5. Рагов-Мерц (527) 6. Шлаубеталь (1844) 6. Шпреенгаґен (8803) 1. Гозен-Ной-Циттау (3268) 2. Рауен (2040) 3. Шпреенгаґен * (3495) |

## Населення
| Рік  | Населення |
| ---- | --------- |
| 1990 | 193.753   |
| 1991 | 190.103   |
| 1992 | 186.878   |
| 1993 | 187.827   |
| 1994 | 188.986   |
| 1995 | 190.839   |
| 1996 | 193.006   |
| 1997 | 195.032   |
| 1998 | 196.655   |
| 1999 | 196.784   |

| Рік  | Населення |
| ---- | --------- |
| 2000 | 196.453   |
| 2001 | 195.670   |
| 2002 | 194.169   |
| 2003 | 193.062   |
| 2004 | 192.001   |
| 2005 | 190.728   |
| 2006 | 189.185   |
| 2007 | 188.035   |
| 2008 | 186.542   |
| 2009 | 185.062   |

| Рік  | Населення |
| ---- | --------- |
| 2010 | 183.859   |
| 2011 | 177.764   |
| 2012 | 177.047   |
| 2013 | 176.850   |
| 2014 | 177.823   |
| 2015 | 182.397   |